# Gaston Tavian
Gaston Tavian (Échalot, 6 septembre 1908 - Vanves, 28 janvier 1987) est un résistant français, Compagnon de la Libération. Sous-officier d'artillerie expérimenté, il participe à la bataille de France puis, dès l'armistice du 22 juin 1940, entreprend des actions de résistance. Engagé dans les forces françaises libres, il travaille pour le BCRA et réalise des missions clandestines sur le sol français pour préparer des terrains de parachutage. Il combat ensuite en Italie puis lors des opérations de libération de la France. Après la guerre, il exerce dans la police pendant 25 ans.

## Biographie

### Jeunesse et engagement
Gaston Tavian naît le 6 septembre 1908 à Échalot en Côte-d'Or dans une famille d'agriculteurs. Après ses études, il s'engage dans l'armée et sert dans l'artillerie de 1928 à 1933. Sous-officier chef de pièce pendant la troisième guerre du Maroc, il y est grièvement blessé le 19 mars 1931. Au terme de ses cinq années d'engagement, il entre au ministère de l'intérieur.

### Seconde Guerre mondiale
Mobilisé en 1939 comme adjudant-chef, il retrouve l'artillerie et est affecté au 407e régiment d'artillerie avec lequel il se distingue lors de la bataille de France. Après que son unité s'est repliée à Toulouse, Gaston Tavian demande à être placé en congé d'armistice. En compagnie de Stanislas Mangin, Edgard Tupët-Thomé et Roger Warin, il entre en octobre dans les groupes de protection mis en place par le colonel Groussard dans le but de constituer une armée secrète. Lorsque les groupes de protections sont dissous en décembre par le régime de Vichy, Tavian cherche à rallier la France libre mais, n'y parvenant pas dans l'immédiat, il s'installe à Marseille où, toujours en liaison avec le colonel Groussard, il s'occupe de camoufler des armes. En avril 1941, après que Roger Warin a réussi le mois précédent à prendre contact avec Londres par l'intermédiaire de Pierre Fourcaud, Tavian et ses trois camarades Mangin, Warin et Tupët-Thomé s'engagent dans les forces françaises libres. Il est chargé d'effectuer des liaisons pour le réseau "Lucas" de Pierre Fourcaud et, quand ce dernier est arrêté en août 1941, il organise avec Jean-Nicolas Bouchez, un autre membre du réseau, une opération d'évasion qui échoue. Au début de l'année 1942, il devient l'adjoint de son ami Stanislas Mangin qui vient de prendre le commandement du réseau "Ali" nouvellement formé puis le 26 avril, il quitte la France pour Londres et est affecté au BCRA.
Gaston Tavian reçoit une formation sur la recherche et la préparation de terrains d'atterrissage et de parachutages puis est renvoyé en France le 29 mai 1942 en compagnie d'un opérateur radio avec pour mission de mettre en place des réseaux d'action en Corse et dans la région de Saint-Étienne. D'abord basé à Toulouse, il prend contact avec divers responsables de maquis et quitte le réseau "Ali" pour fonder et diriger son propre réseau : "Tir". Il se déplace ensuite dans l'Allier et dans la Loire où il côtoie Henri Romans-Petit qui recherche de son côté des terrains de parachutage proches de Lyon. Après plusieurs semaines de repérages et de préparation, un premier parachutage est réceptionné au début du mois de juillet 1942 près de Montrond-les-Bains. Un des agents de Londres parachuté en même temps que le matériel est sérieusement blessé à l'atterrissage. Tavian conduit l'agent chez le prêtre du village qui appelle un médecin. Mais dénoncé par ce dernier, il a tout juste le temps de prendre un train pour échapper à la police avec trois camarades. Il repart à Toulouse puis rejoint Marseille d'où il gagne la Corse au début du mois d'août. Après avoir repéré des terrains de parachutage dans la région d'Ajaccio il retourne dans la Loire, via Nice, et prépare avec son opérateur radio Joseph Piet une opération pour délivrer Guy Chaumet des allemands pour le mois d'octobre. Mais l'arrestation de Joseph Piet annule l'action et Tavian, dont la sécurité est compromise, doit partir pour Londres le 23 novembre 1942.
Affecté au quartier-général du BCRA, il remplace Fred Scamaroni lorsque celui-ci part en mission en Corse en janvier 1943 et doit également prendre sa place à Ajaccio lorsqu'il en reviendra. Mais Scamaroni est arrêté en mars et Tavian doit rester en Angleterre. Il demande alors à être affecté à une unité combattante et est muté avec le grade de lieutenant au 1er régiment d'artillerie coloniale de la 1re division française libre. Avec son nouveau régiment, Gaston Tavian participe à la campagne de Tunisie puis, à partir d'avril 1944, à la campagne d'Italie au cours de laquelle il combat notamment lors de la bataille du Garigliano. Prenant part au débarquement de Provence en août 1944, il suit ensuite le mouvement vers le nord de la 1re DFL et est engagé dans la campagne d'Alsace et termine les combats avec le grade de capitaine. En novembre 1944, il est affecté à la police nationale à Paris.

### Après-guerre
Restant dans la police après la fin de la guerre, il devient chef du service central automobile du ministère de l'intérieur et progresse jusqu'au grade de commissaire divisionnaire puis en 1964 accède au poste de contrôleur général de la police. Il prend sa retraite en 1969 et se retire dans son village natal d'Échalot dont il est le maire depuis 1965. Il exerce cette fonction jusqu'en 1977. Gaston Tavian meurt le 28 janvier 1987 à Vanves, dans les Hauts-de-Seine. Il est inhumé à Échalot.

## Décorations
|  |  |  |
|  |  |  |
|  |  |  |
|  |  |  |

| Commandeur de la Légion d'honneur               | Commandeur de la Légion d'honneur               | Compagnon de la Libération                           | Compagnon de la Libération                           | Médaille militaire                                                   | Médaille militaire                                                   |
| Croix de guerre 1939-1945                       | Croix de guerre 1939-1945                       | Croix de guerre des Théâtres d'opérations extérieurs | Croix de guerre des Théâtres d'opérations extérieurs | Médaille des blessés de guerre                                       | Médaille des blessés de guerre                                       |
| Croix du combattant volontaire de la Résistance | Croix du combattant volontaire de la Résistance | Médaille coloniale Avec agrafe "Maroc"               | Médaille coloniale Avec agrafe "Maroc"               | Médaille commémorative des services volontaires dans la France libre | Médaille commémorative des services volontaires dans la France libre |
| Officier de l'Ordre du Mérite combattant        | Officier de l'Ordre du Mérite combattant        | King's Medal for courage (Royaume-Uni)               | King's Medal for courage (Royaume-Uni)               | Chevalier de l'Ordre du Ouissam Alaouite (Maroc)                     | Chevalier de l'Ordre du Ouissam Alaouite (Maroc)                     |